# Wielkopolska Fabryka Fortepianów i Pianin
Wielkopolska Fabryka Fortepianów i Pianin Antoni Drygas – przedsiębiorstwo założone w roku 1898 w Poznaniu przez Antoniego Drygasa. Początkowo działało jako skład fortepianów, pianin i fisharmonii. Następnie poszerzono jego działalność w 1908 r. o warsztat naprawczy. Cztery lata później całość przejął syn Antoniego, Kazimierz i przekształcił w fabrykę instrumentów działającą do 1939 r. Wraz z rozpoczęciem 1922 r. zaczęła się produkcja instrumentów w liczbie sześciu sztuk miesięcznie. Przedsiębiorstwo posiadło składy fabryczne w Warszawie, Bydgoszczy, Gdańsku i Gdyni. Cztery lata przed II wojną światową ograniczyło działalność do handlu instrumentami, napraw i strojeń. Spłonęła doszczętnie w 1945 r.
Wytwórnia zdobyła następujące nagrody:
- Paryż 1982 – Grand Prix i złoty medal
- Wilno – złoty medal
- Katowice – złoty medal
- na Powszechnej Wystawie Krajowej w Poznaniu w 1929 r. - Dyplom Zasługi, Wielki Złoty Medal i Medal Państwowy
- Florencja – Wielki Złoty Medal.